# Nematopodius mirabilis
Nematopodius mirabilis är en stekelart som först beskrevs av Szepligeti 1916.  Nematopodius mirabilis ingår i släktet Nematopodius och familjen brokparasitsteklar. Inga underarter finns listade i Catalogue of Life.